# Distichophyllum turgidum
Distichophyllum turgidum är en bladmossart som beskrevs av Edwin Bunting Bartram 1942. Distichophyllum turgidum ingår i släktet Distichophyllum och familjen Hookeriaceae. Inga underarter finns listade i Catalogue of Life.